# Инсула (Римски град)
Латинската дума insula (буквално означаваща „остров“, мн. число Insulae) е била използвана в римските градове, за да се означи или градски блок в плана на града, т.е. сграда, заобиколена от четири улици,  или, по-късно, е вид апартамент сграда, която заема такъв градски място в квартал.  Известно е, че инсулите са били пожароопасни и изобилстват от болести.
Стандартният римски градски план се основава на мрежа от ортогонални (разположени под прав ъгъл) улици. Основава се на древногръцкия модел на Хиподамус. Използва се особено при създаването на нови градове, например в римските колонии.
Улиците на всеки град са били определени на Декуманус (ориентирани изток-запад) и Кардо (север-юг). Основните улици, Декуманус Максимус и Кардо Максимус, се пресичат на или близо до форума, около който биват разположени най-важните обществени сгради.